# 吳宗信
吳宗信（1964年—），臺灣航太專家，外號「火箭阿伯」。現任國家太空中心主任、國立陽明交通大學機械工程學系特聘教授、國立陽明交通大學太空系統工程研究所兼任教授，專長稀薄氣體動力學模擬、火箭推進燃燒、火箭系統整合、電漿醫學、低溫電漿物理與應用及平行科學計算，創辦交大校內的前瞻火箭研究中心（ARRC）並擔任首位主任。

## 生平

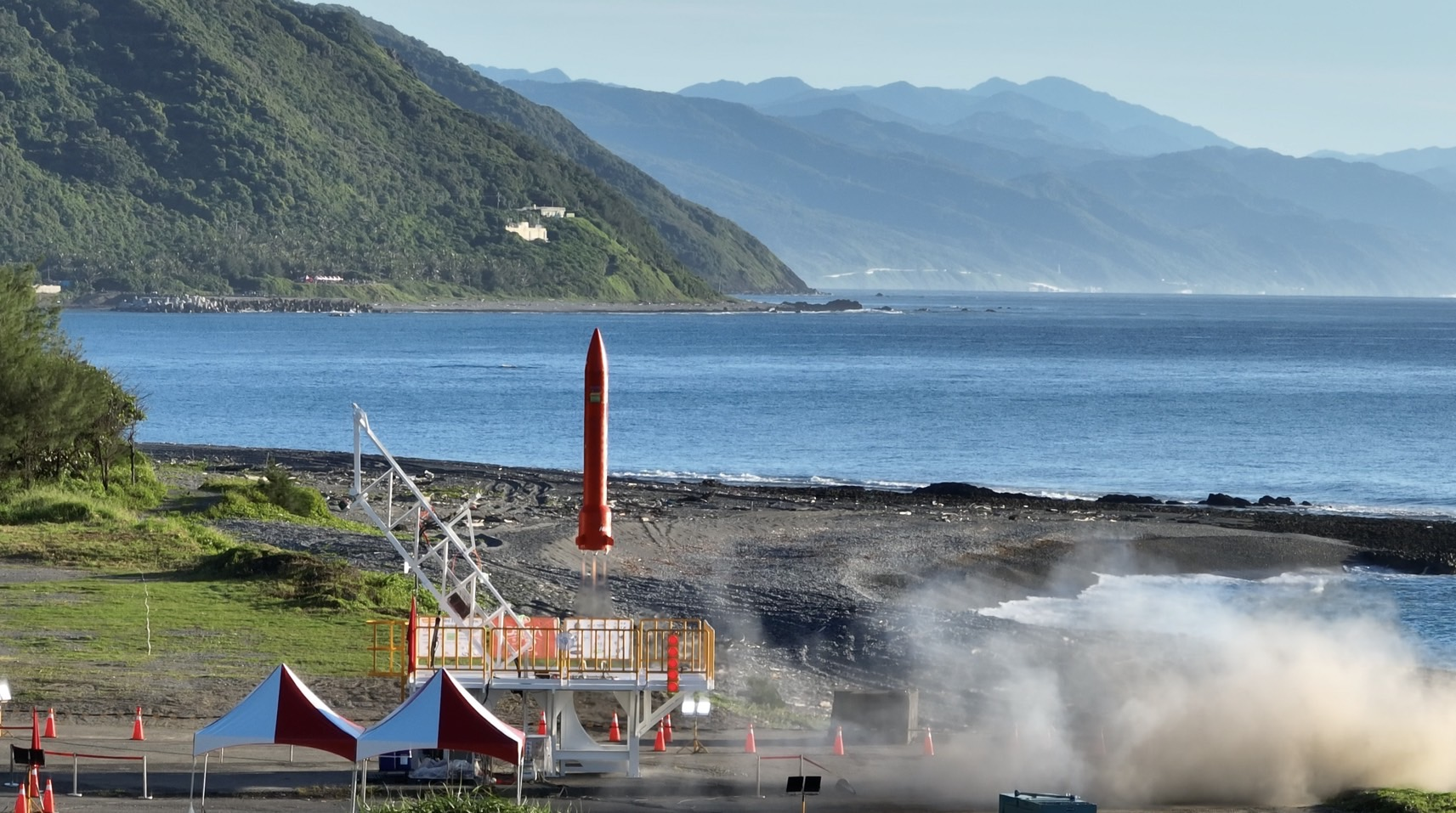
陽明交大前瞻火箭研究中心科研火箭測試，為屏東旭海發射場首次發射任務

1964年於台南農村出生，家境清寒且父母未受過教育，畢業於台南一中、國立台灣大學機械工程學系、密西根大學航太空工程博士。
取得博士後返台於1995年於國家太空中心任職副研究員。1996年曾推行「5%台譯計畫」，推動台語、客語文字現代化。1998年進入國立交通大學機械工程學系任教，2005年參與國家太空中心「哈比特計畫(Hapith Project)」研製小型衛星載具，2012年創設國立交通大學前瞻火箭研究中心（ARRC）。

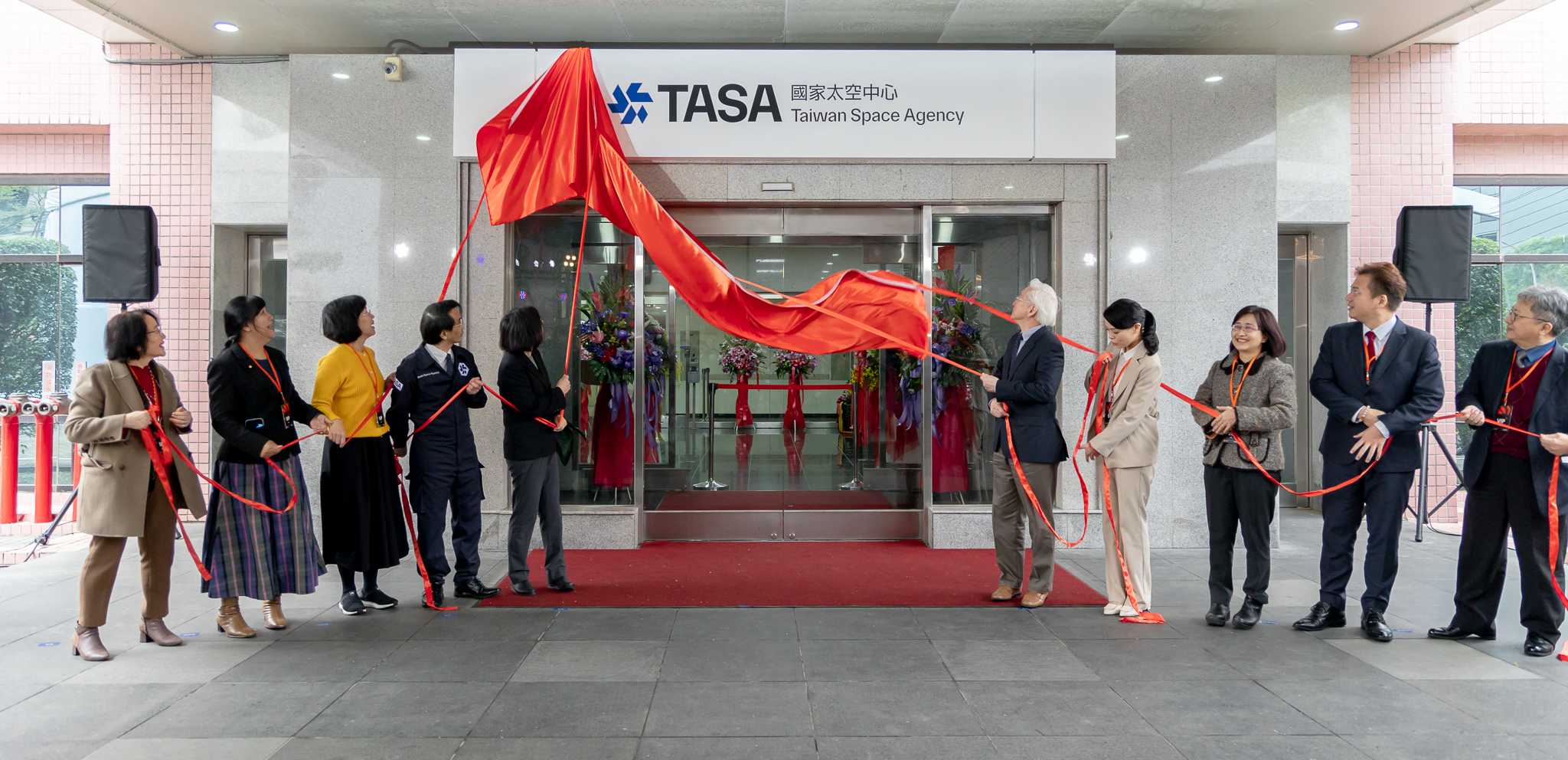
國家太空中心改制行政法人揭牌典禮

2021年8月2日，吳宗信接掌國家太空中心主任，其任上已完成中心改制為行政法人與建立位於屏東旭海村的短期科研火箭發射場。
他是五月天2016年專輯《自傳》裡歌曲〈頑固〉的MV故事主角的原形人物。

## 參閲
- 太空的商業用途（英语：Commercial use of space）

## 外部連結
- YouTube上的Mayday五月天[頑固Tough](Official Music Video) （页面存档备份，存于）
- 交通大學機械系-吳宗信簡介、吳宗信個人網站 （页面存档备份，存于）
- 吳宗信在TEDxTaipei演講 （页面存档备份，存于）